# 4군 6진
4군/6진은 조선 세종때 북방영토 개척을 위해 행해진 사군과 육진을 합친 용어다. 일반 사전에서는 따로 설명되어 있다. 그래서 이 문서에서도 설명을 위해 합친 용어를 사용할 뿐 기록은 따로 설명함.

## 서북면 지역
- 사군(四郡)은 압록강 상류에 두었던 여연(閭延)·자성(慈城)·무창(茂昌)·우예(虞芮)에 두었던 사군을 말한다.

## 동북면 지역
- 육진(六鎭)은 두만강 하류에 설치한 종성(鍾城)·온성(穩城)·회령(會寧)·경원(慶源)·경흥(慶興)·부령(富寧)의 육진을 말한다.